# اکاترینا ویلکووا
اکاترینا ویلکووا (روسی: Екатери́на Никола́евна Вилко́ва؛ زادهٔ ۱۱ ژوئیهٔ ۱۹۸۴) یک هنرپیشه اهل روسیه است.
از فیلم‌ها یا برنامه‌های تلویزیونی که وی در آن نقش داشته‌است می‌توان به سه تفنگدار و صاعقه سیاه اشاره کرد.